# Monecphora flavifascia
Monecphora flavifascia är en insektsart som beskrevs av Metcalf och Bruner 1925. Monecphora flavifascia ingår i släktet Monecphora och familjen spottstritar. Inga underarter finns listade i Catalogue of Life.